# بادپر سرخ هوبارت
بادپر سرخ هوبارت (نام علمی: Cymothoe hobarti) نام یک گونه از سرده پروانه‌های بادپر است.